# Evansville (Minnesota)
Evansville è un comune degli Stati Uniti d'America, situato nello Stato del Minnesota, nella contea di Douglas.